# Herminiimonas glaciei
O Herminiimonas glaciei é uma pequena espécie de bactéria encontrada sob o gelo da Groenlândia, sendo de dez a 50 vezes menor que a bactéria que causa a gastroenterite.